# Bob Goldenbaum
Bob Goldenbaum (født Bent Goldenbaum, 5. oktober 1933 på Frederiksberg) er en dansk skuespiller, komponist og viseforfatter.
Goldenbaum er nok mest kendt for at have lagt stemme til en lang række figurer, heriblandt Tintin, Trolderik (1990-1992) og ikke mindst Lillebror, trædukken fra tv-serien Kikkassen, hvor han med Ingrid Skovgaard indgik i duoen Ingrid og Lillebror.
Var nær ven med Tintin-kollegaen Peter Kitter.
Goldenbaum optrådte på ny i DR i 2002, men denne gang med sit borgerlige fornavn, Bent, på creditlisten i Mikael Bertelsens tv-serie De uaktuelle nyheder. Igen var det Lillebror-rollen og trædukken, han optrådte med, omend den havde anlagt sig en anden og langt mere selvsikker og fræk stil. Lillebror brugte pludselig masser af bandeord og vrede udtryk såsom: "Jeg er træt af det dér technorytme-pis!" og "De kan ikke en skid!". Den tilbagevendende trussel fra Lillebror mod alle de mennesker, han hadede, var, at de "skulle ha' et trælår!", og han optrædte flere gange fysisk voldeligt overfor Bertelsen.